# 中島平三
中島 平三（なかじま へいぞう、1946年8月19日 - ）は、日本の言語学者・英語学者。旧・東京都立大学名誉教授、学習院大学元教授。ランニング、テニス、登山などが趣味。

## 人物
東京都出身。専門領域は理論言語学、生成文法、英語学。英語の記述的研究、言語特質の理論的研究、言語脳科学でERP（事象関連電位）・fMRIを用いた言語学的仮説の実験研究などを手掛ける。Ph.D.（言語学）。

## 略歴
旧・東京都立大学法経学部に入学し、法学部と経済学部に分離したため経済学部に入るが、二年生で人文学部英文科に転部、1970年卒業、72年同大学院修士課程修了、80年からアリゾナ大学大学院博士課程に学び、82年アリゾナ大学大学院言語学科でPh.D.取得。1974-76年愛知県立大学講師、76-85年千葉大学講師、助教授、85-2004年東京都立大学助教授、教授、2004-17学習院大学文学部教授、17年定年退職。その間に、1988-89年フルブライト奨学金上級研究員としてマサチューセッツ工科大学客員研究員、2009年ハーヴァード大学客員教授、1996-98年東京都立大学附属高等学校長および2006-09年学習院初等科長を併任。
2000-04年日本英語学会会長、2014年-同顧問、2005-07日本英文学会評議員、2010-2一般社会法人語学教育研究所理事、2007-8アメリカ言語学会名誉会員委員会（Committee on Honorary Members）委員、The Linguistics Review (Mouton de Gruyter社)および韓国英語学会誌の編集顧問などを務める。
海外の言語学専門誌(Linguistic Inquiry, The Linguistic Review, Journal of Linguistics, Linguistic Analysisなど）および脳科学専門誌（Psychophisiology、Brain Topographyなど）で論文を多数発表。

## 著書
- 『英語の移動現象研究』研究社出版 1984　市河賞授賞
- Current English Linguistics in Japan (Mouton de Gruyter社) 1991
- 『発見の興奮 言語学との出会い』大修館書店 ドルフィン・ブックス 1995
- 『ファンダメンタル英語学』ひつじ書房 1995
- Locality and Syntactic Structures 開拓社 1999
- 『スタンダード英文法』大修館書店 2006
- 『ファンダメンタル英語学演習』ひつじ書房 2011
- 『ファンダメンタル英語学｜改訂版』ひつじ書房 2011
- 『これからの子どもたちに伝えたいことば・学問・科学の考え方』開拓社 2015
- 『島の眺望ー－補文標識選択と島の制約と受動化』研究社出版 2016
- 『斜めからの学校英文法』開拓社 2017
- 『「育てる」教育から「育つ」教育へ　学校英文法から考える』大修館書店 2019

### 共編著
- 『現代の英文法 第5巻  文 2』今井邦彦共著 研究社出版 1978
- 『言語学への招待』外池滋生共編著 大修館書店 1994
- Topics in Small Clauses 外池滋生共編著　くろしお書房　1991
- Argument Structure: Its Syntax and Acquisition 大津由紀雄共編著　日本英語学会／開拓社 1993
- Essentials of Modern English Grammar 今井邦彦、外池滋生、Christopher Tancredi共著　研究社　1995
- 『岩波講座 言語の科学〈6〉生成文法』田窪行則,福井直樹,稲田俊明,外池滋生共著　岩波書店、1998
- 『ことばの仕組みを探る』英語学モノグラフシリーズ第1巻　原口庄輔、中村捷、河上誓作共著　研究社出版　2000
- 『「最新」英語構文事典』編 大修館書店 2001
- 『明日に架ける生成文法』池内正幸共著 開拓社叢書 2005
- 『言語の事典』編 朝倉書店 2005
- 『シリーズ朝倉〈言語の可能性〉 1 言語学の領域 1』編 朝倉書店 2009
- 『「入門」ことばの世界』瀬田幸人,保阪靖人,外池滋生共編著 大修館書店 2010
- 『ことばのおもしろ事典』編　朝倉書店2016

### 翻訳
- ジョージ・ユール『現代言語学20章 ことばの科学』今井邦彦共訳 大修館書店 1987
- Peter Hugoe Matthews『オックスフォード言語学辞典』瀬田幸人共監訳 朝倉書店 2009
- Margaret Thomas『ことばの思想家50人』総監訳 朝倉書店 2016
- Neil Smith and Nick Allott『チョムスキーの言語理論--その出発点から最新理論まで』今井邦彦・西山佑司・外池滋生共訳 新曜社 2019

### 記念論文集
- 『言語科学の真髄を求めて 中島平三教授還暦記念論文集』鈴木右文,水野佳三,高見健一編 ひつじ書房 ひつじ研究叢書 2006
- 中島平三教授退職記念刊行物 『＜不思議＞に満ちたことばの世界』高見健一、行田勇、大野英樹編　開拓社　2017

## 論文
- Cinii

## その他
- 広辞苑第五版(岩波書店)の言語学関連項目執筆